# Adroaldo Streck
Adroaldo Marly Streck (Cachoeira do Sul, 13 de abril de 1935 – Porto Alegre, 11 de janeiro de 2017
) foi um advogado, jornalista e político brasileiro, sendo Deputado Federal do Rio Grande do Sul nas legislaturas de 1987-1991 da Assembleia Constituinte, 1991-1995, 1995-1999, 1999-2003 e 2003-2007. 

## Biografia
Proveniente dalguma família luterana com raízes na Pomerânia, realizou, em sua cidade natal, seus estudos secundários no Colégio Marista Roque, onde foi colega de aula do escritor Alcione Sortica.
Adroaldo Streck sempre foi ligado às comunicações, depois do curso médio trabalhou na Rádio Cachoeira. Em 1957, após três anos nessa rádio, se mudou para a capital Porto Alegre para cursar seu curso superior na UFRGS. Formou-se em Ciências Jurídicas e Sociais, no período de 1957-1963.
Pelo curto período que morou na Alemanha, afastado da faculdade, trabalhou na rede Deutsche Welle deste país, fazendo também o trabalho de correspondente estrangeiro. Depois disso intercalou vários períodos legislativos com a carreira jornalística na Rádio Guaíba, na TV Guaíba e na Rede Pampa de Comunicação.
No período legislativo de 1999-2003, além da carreira política, trabalhou diretamente na assessoria e na secretaria ligadas à Presidência da República, no governo do ex-presidente Fernando Henrique Cardoso.

### Mandatos eletivos
- Deputado estadual, 1963-, RS, MTR;
- Deputado federal (Constituinte), 1987-1991, RS, PDT;
- Deputado federal, 1991-1995, RS, PSDB;
- Deputado federal, 1995-1999, RS, PSDB;
- Deputado federal, 2003-2007, RS, PSDB.

### Atividades profissionais
- Comunicador, Rádio Cachoeira, Cachoeira do Sul, RS, 1953-1957;
- Funcionário-Fundador, Rádio Guaíba, Porto Alegre, RS, 1957;
- Gerente, Rádio e TV Guaíba, Porto Alegre, RS, 1968-1984;
- Jornalista, Rádio e TV Guaíba e de jornais da Caldas Júnior, Porto Alegre, RS, 1976-1984;
- Diretor, Rede Pampa de Comunicação, Porto Alegre, RS, 1984-1987;
- Redator de coluna diária, Correio do Povo, Porto Alegre, RS,1988;
- Assessor, Secretaria de Comunicação de Governo da Presidência da República, Brasília, DF, 1999;
- Secretário de Assuntos Federativos, Presidência da República, Brasília, DF, 2000-2002;
- Presidente, CGTEE, Porto Alegre, RS, 2002-2003.

### Viagens e missões oficiais
Realizou mais de 50 viagens ao exterior para participar de cursos e missões jornalísticas, a convite de governos estrangeiros, como missões oficiais do Governo Brasileiro:
- Praga, República Tcheca, 1989
- Bucarest, Romênia, 1990
- Bonn, Alemanha, 1993
- Washington, EUA, 1994

Foi membro da comissão representante da Câmara dos Deputados, na XIV Feira Internacional de Animais, em Esteio, RS, 1991.
ntegrante da comitiva da Câmara dos Deputados em visita à Alemanha, 1996.
Representante da Câmara dos Deputados, na solenidade de posse da nova Diretoria da Associação dos Municípios da Grande Porto Alegre, em Porto Alegre, RS, 1997.
Representante da Câmara dos Deputados, na 10ª Festa Nacional do Arroz, em Cachoeira do Sul, RS, 1998.
Representante da Câmara dos Deputados, na "Convenção e Feira do Food MaKentig Institute - FMI", em Chicago, EUA, a convite da Associação Brasileira de Supermercados - ABRAS, 1998.